# Dvojkřídláč eliptický

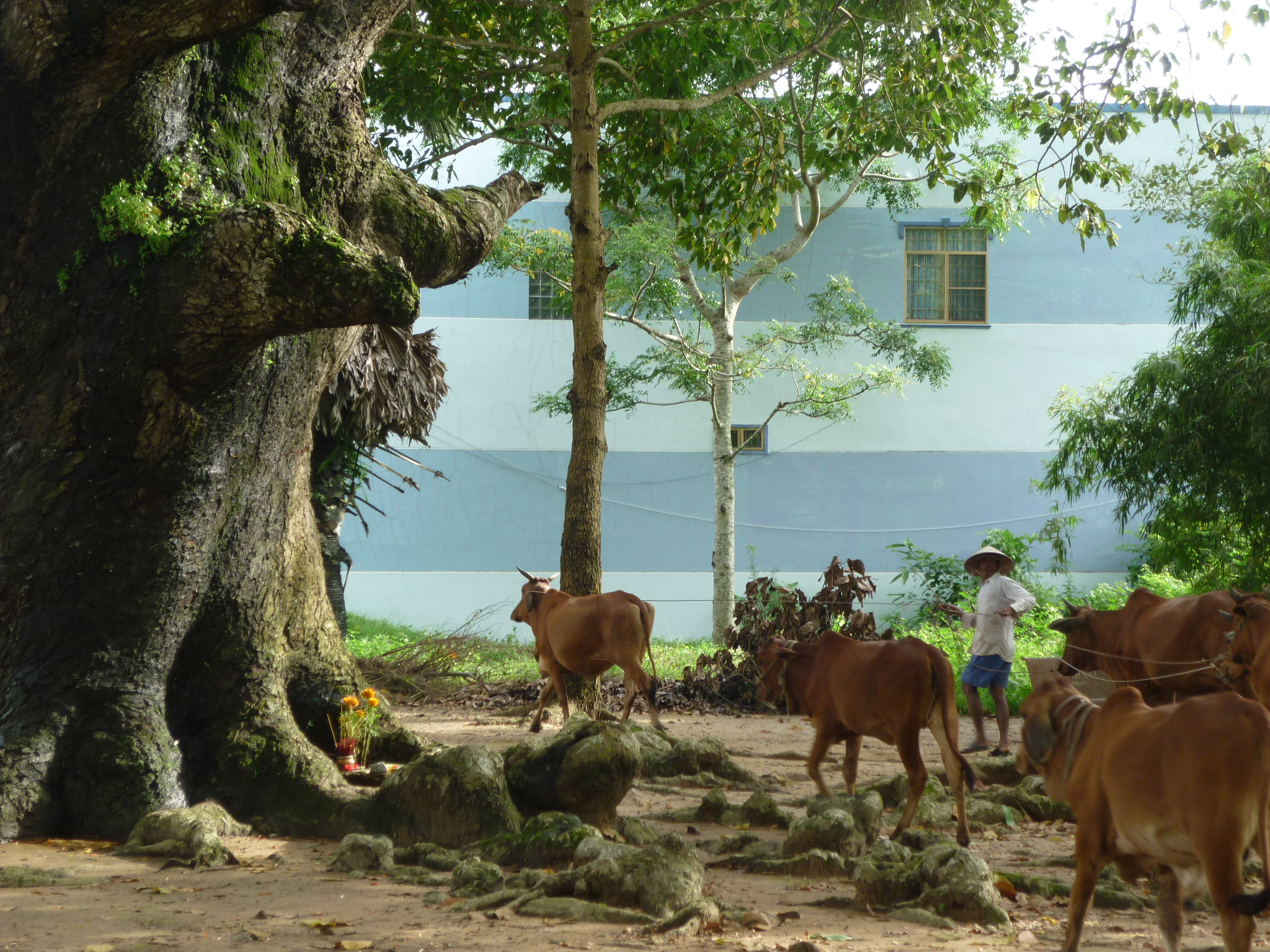
Snad tisíciletý dvojkřídláč

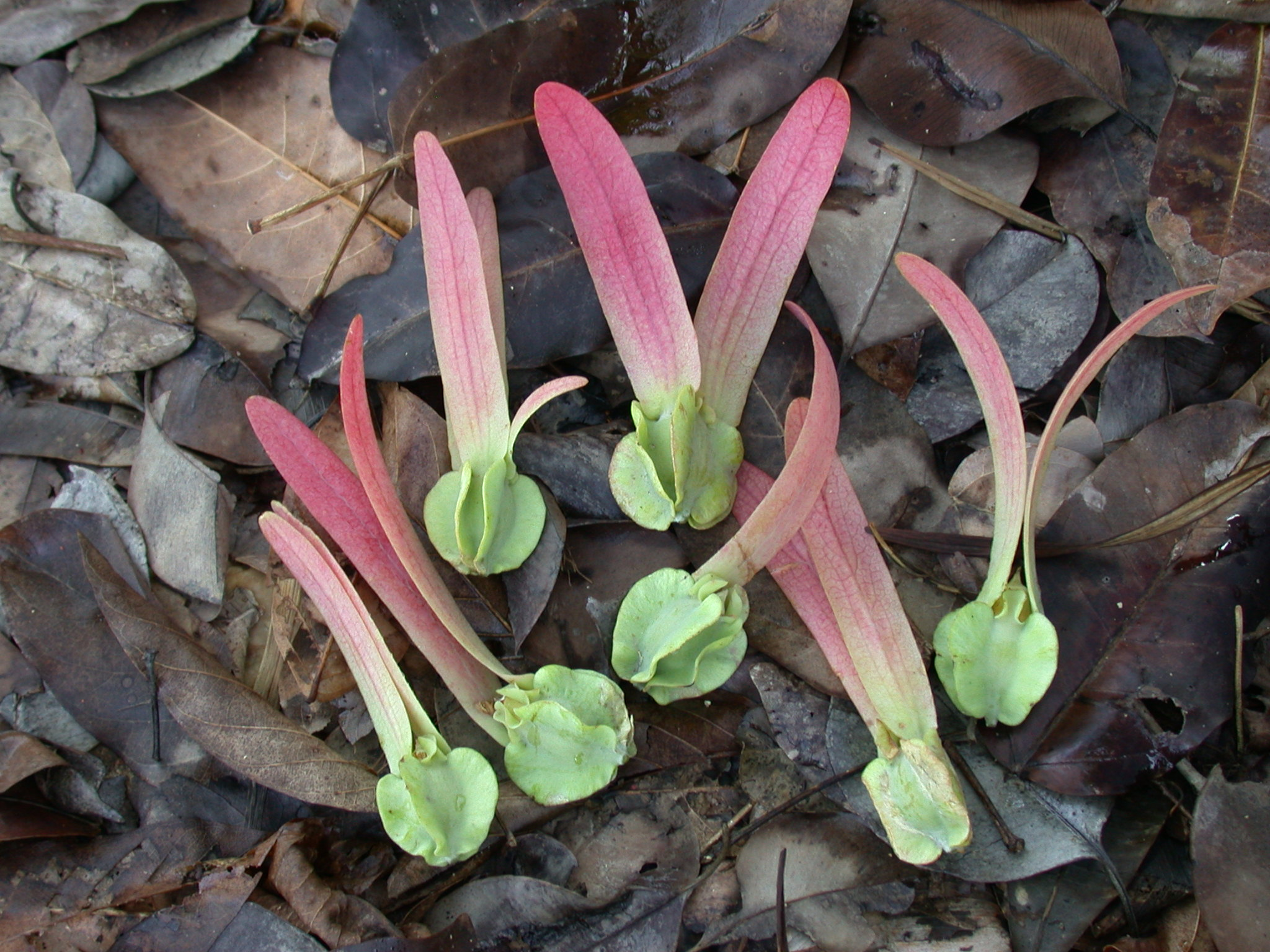
Semena se dvěma křídly

Dvojkřídláč eliptický (Dipterocarpus alatus) je stálezelený listnatý strom rostoucí v tropickém klimatu jižní Asie, jenž bývá vysoký až 40 m. Strom poskytuje kvalitní dřevo a z jeho pletiva, obsahující pryskyřičné kanálky, se získává tuhnoucí klejopryskyřice.
Rodové jméno Dipterocarpus (pochází z řečtiny) se interpretuje jako „dvoukřídlé ovoce“, druhové jméno alatus (pochází z latiny) se překládá se jako „okřídlený“. V češtině se však upřednostňuje druhové pojmenování „eliptický“, jméno odvozeno od tvaru listů.

## Rozšíření
Druh pochází a je rozšířen hlavně v tropických oblastech jihovýchodní Asie podél Indického oceánu. Vyskytuje se jako součást listnatých lesů na území od Indie, Srí Lanky a Bangladéše na západě přes Myanmar, Thajsko, Kambodžu, Laos a Vietnam až po Filipíny na východě. V tomto rozlehlém areálu se obvykle vyskytuje roztroušeně podél řek společně s mnoha jinými druhy dvojkřídláčovitých stromů, obvykle v nevysokých nadmořských výškách mezi 100 až 700 m n. m.

## Ekologie
Druh roste v lesích, ve kterých je počasí ovlivňováno pravidelnými monzuny, zajišťující pravidelné prostřídávání období sucha a období dešťů. Roste na starých aluviálních žulových a čedičových horninách, vyžaduje dobře odvodněnou půdu a vyšší vzdušnou vlhkost. Je tolerantní k záplavě, ale ne k ohni a větru.
Tato dřevina poskytuje cenné dřevo, které je těžké a středně tvrdé, obchodně bývá označováno jako keruing. Z naříznuté kůry a bělového dřeva prýští pryskyřice sloužící k výrobě barev, laků, lepidel a používá se i v domorodém léčitelství.
Kvete v prosinci až únoru, jeho květy jsou opylovány hmyzem a plody dozrávají mezi březnem a dubnem, jejich semena rozptyluje vítr. Počet chromozomů dvojkřídláče eliptického 2n = 22 a stupeň ploidie x = 2.

## Popis
Středně velký strom produkující aromatickou, olejovitou, bílou pryskyřicí, jenž bývá vysoký až 40 m. Kmen mívá tlustý do 1,5 m, je často bezvětvý i do výšky 20 m a bývá jen mírně zúžený, někdy má ale vysoko sahající masivní kořenové náběhy. Kůra kmene i hrubých větví je na povrchu našedlá nebo černá, s vodorovnými trhlinami, v mládí je hladká a u starších jedinců nápadně čočkovitě drsná. Koruna stromu je kupolovitá, často plochá, otevřená, s několika silnými, stoupajícími, zkroucenými větvemi.
Listy jsou střídavé, jednoduché, elipticky podlouhlé až vejčité, dlouhé 9 až 25 cm a široké od 4 po 15 cm, mají na bázi nafouklý řapík dlouhý 2 až 4 cm a brzy opadavé, šedožluté, ochmýřené párové palisty. Listová čepel je kožovitá, u báze klínovitá či zaoblená, na vrcholu ostrá až krátce zašpičatělá, po obvodě je celistvá a někdy zvlněná, na lícní straně je řídce a na rubové hustě pýřitá. List mívá jedenáct až osmnáct párů žilek zpeřené žilnatiny vyniklé na spodní straně.
Květy jsou poměrně velké, voňavé, oboupohlavné, symetrické a pětičetné. Vyrůstají na stopkách v krátkých, úžlabních, hroznovitých květenstvích po třech až devíti. Mají pět lopatkovitých, obvykle nestejně dlouhých, vytrvalých, volných kališních lístků tvořících číškovitý kalich spojený kolem semeníku do trubičky. Pět poměrně velkých, podlouhlých až úzce protáhlých korunních lístků je krémově bílých, nebo uprostřed mají načervenalý pruh, obvykle bývají zkroucené a před brzkým opadem visí volně u sebe. V květu bývá patnáct až čtyřicet tyčinek se žlutými podlouhlými prašníky, jejich nitky jsou různě dlouhé a na bázi srostlé, tyčinky setrvávají po nějakou dobu okolo semeníku i po opadu korunních lístků. Semeník je tříbuněčný, v každém oddílu jsou dvě až tři vajíčka. Nitkovitá čnělka nese nevelkou, mírně se rozšířující bliznu.
Plod je kulovitá, křídlatá, jednosemenná, nepukavá nažka (někdy nazývána ořech), velká 1,5 až 2,5 cm, která je obklopená dřevnatějícím oplodím, tvořeným trubkou vytrvalého kalichu kulovitého tvaru. Kalich má ze svých lístků pět křidélek, z nichž dvě větší jsou dlouhá až 14 cm a široká do 3 cm, tři malá bývají velká jen něco málo přes 1 cm. Protažená křidélka umožňují šíření nažky, semene, větrem, byť jen do nevelké vzdálenosti.

## Rozmnožování
Stromy se rozmnožují semeny, které začnou klíčit za několik dnů až týdnů poté, co spadnou na zem. Sbírají se většinou ze země, je totiž obtížné pro ně do vysoko položené koruny vylézat. Kořínek vystupující z vrcholu nažky štěpí dřevnaté oplodí, děložní lístky zůstávají v blízko půdy, ale vzrostný vrchol stoupá prodlužováním řapíků děložních lístků. Nejprve se vytvoří první pár protilehlých listů, ale následné listy s velkými palisty jsou již uspořádané ve spirále.
Životaschopnost semen je krátká a proto by se měla vysévat brzy, nejpozději do sedmi dnů po sběru. Aby se dosáhlo rovných kmenů, vysazují se semenáče na plantážích do sponu 3×3 m nebo 4×4 m, při pásové výsadbě je doporučován rozestup v pásu 2 až 3 m a 6 až 10 m mezi pásy. Semenáče potřebují pro maximální přírůstky výšky stín, hlavně v prvých dvou létech, po dosažení výšky 1,2 m mohou dostat již více světla. Mladý jedinec rostoucí v lese může přežívat roky ve stínu, než se uvolní místo v koruně a rostlina tak získá plné světlo.

## Význam
Dřevo je komerčně velmi žádané, je tvrdé, pevné i těžké, jeho hustota se pohybuje okolo 900 kg/m³, obchodně bývá označováno jako „keruing“. Jádrové dřevo bývá šedě hnědé, růžově hnědé až červeně hnědé, někdy mívá fialový nádech a na vzduchu postupně tmavne. Bělové dřevo, široké 5 až 7 cm, bývá světlé se šedým nádechem, někdy nebývá od jádrového ostře ohraničeno. Dřevo je pevné, k vlhkosti odolné a používá se např. na podlahové krytiny, venkovní terasy, konstrukce mostů, mostnice, vodní stavby a podobně.
Oleoresin, olej na dřevo, se získává z bělového dřeva. Esenciální olej vydestilovaný z oleresinu se používá jako fixační prostředek vůně v levnějších parfémech, kde nahrazuje vzácnější oleje, například z pačule obecné (Pogostemon cablin). Získaný olej se dále používá ke svícení, utěsnění lodí a nejvíce k výrobě barev a laků.
Pryskyřice vytéká po vysekání trojhranného otvoru ve kmeni tlustším než 50 cm vytvořeného ve výšce 2 až 3 m, ve kmenu o průměru nad 75 cm se dělají otvory tři. Výtok se shromažďuje uvnitř dutiny a odebírá se jednou týdně, po odběru se pro stimulaci dalšího toku ztvrdlá vrstva oleoresinu v dutině vypálí. Odběr se provádí po celý rok, v období dešťů je výtok nejsilnější. Otvory s klesajícím množstvím jsou opuštěny a postupně nahrazované novými. Statný strom produkuje ročně pryskyřice 20 až 30 litrů, obvykle po dobu 50 až 80 let.

## Ohrožení
Populace dvojkřídláče eliptického je organizaci IUCN hodnocena jako zranitelný druh (VU). Druh je z lesů těžen na dřevo a za poslední tři generace byly jeho počty sníženy o třetinu. Je výhled, že tento trend bude pokračovat i v následujících létech.
Dochází k hromadnému odlesňování kvůli rozmachu zemědělství a hladu tamní rozrůstající se populace po půdě. Mimo hromadného mýcení dochází i k selektivní těžbě hlavně kvalitních vzrostlých stromů.